# Pica-soques bec-roig
El pica-soques bec-roig (Sitta frontalis) és un ocell de la família dels sítids (Sittidae).
Habita boscos i jungles de l'Índia, Sri Lanka, Myanmar, sud-oest de la Xina i a l'ample del Sud-est Asiàtic (a excepció de la zona que ocupa Sitta solangiae) fins Sumatra, Java, Borneo, incloent les illes properes. Filipines sud-occidentals a Palawan i Balabac.